# Actinostachys laevigata
Actinostachys laevigata là một loài dương xỉ trong họ Schizaeaceae. Loài này được Mett. C.F. Reed mô tả khoa học đầu tiên.